# Mercat de Manresa
El Mercat de Manresa és un edifici desaparegut de Manresa (Bages) però encara inclòs a l'Inventari del Patrimoni Arquitectònic de Catalunya. Era conegut amb el sobrenom del Mercat de les mandongueres.

## Descripció
Era un edifici públic, al qual es va adossar posteriorment un altre cos igual quant a forma i proporcions, destinat també a serveis públics (Parc de Bombers), adossat per l'altre costat a la muralla del Carme. El cos destinat a mercat, original, era una nau rectangular, amb accessos pels capcers (davant i darrere), coberta amb cavalls de fusta i a dues aigües. Els portals formaven un gran arc de mig punt, amb vidrieres, creant-hi la circulació en sentit longitudinal. Les cornises de coronament eren decorades amb medallons. La façana lateral presentava una sèrie de pilastres amb remats superiors que sobresurten de la línia de cornisa, entre les quals estavan practicades les obertures, que ocupaven la meitat superior del mur.

## Introducció
Va ser el primer mercat cobert a la ciutat, destinat a alimentació, en què hi havia una desena de parades de peix fresc i menut i estava situat a la plaça dels Infants.
Aquest va ser com la prolongació dels antics mercats, que hi havia durant l'època medieval a Manresa situats a la plaça Major, la Plana de l'Om, els Infants, el Carme i la plaça Gispert.

## L'antic Mercat de les mandongueres
En les actes municipals del 1885 consta que una colla de propietaris, comerciants i industrials van presentar un informe a l'Ajuntament de Manresa demanant la instal·lació del Mercat a la plaça infants adduint que era un punt cèntric i que enllaçava la part alta i baixa de la ciutat. La demanda per part de la ciutadania d'un mercat tancat estava relacionada amb la construcció d'aquest tipus d'edificis en altres ciutats.
La idea d'aquest tipus de construccions va aparèixer el segle xix, en l'època de la divisió social de l'espai, quan es van començar a adoptar models urbans més racionals i més ben adaptats al desenvolupament demogràfic i industrial de les ciutats europees.
Tot i la manca d'una inauguració oficial, el mercat de les mandongueres de Manresa va començar a funcionar, però ràpidament i degut a la brutícia que s'hi generava va ser motiu de queixa per part d'alguns ciutadans.

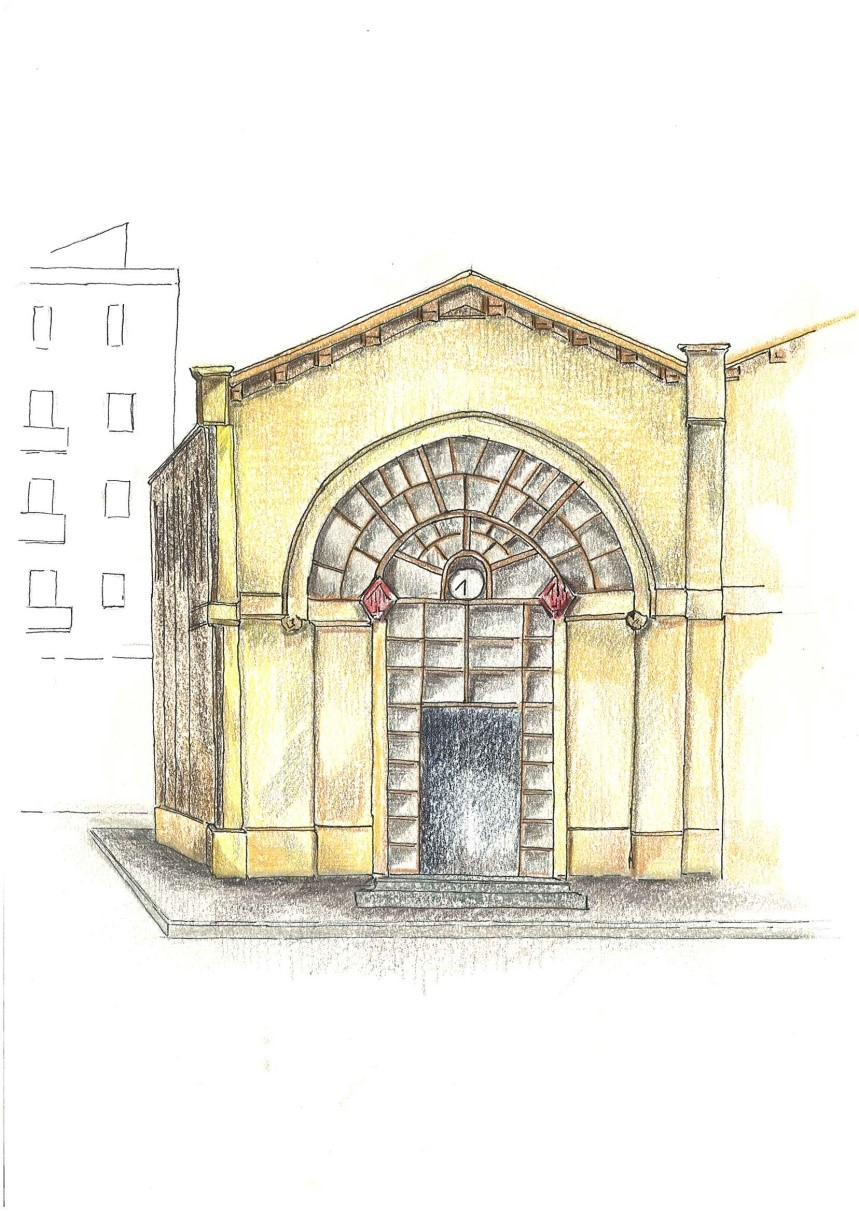
Vista de la façana principal de l'Antic Mercat de les Mandongueres.

En els seus començaments l'edifici del mercat va acollir algunes de les primeres projeccions de cinema que es van fer a Manresa. Per la festa major de l'any 1901 es van anunciar sessions de cinematògraf a les mandongueres, però, pocs dies abans, l'Ajuntament va denegar el permís d'utilització d'aquest espai i els empresaris de l'espectacle van traslladar-lo a un local dels baixos del Conservatori. En canvi, pel Nadal de l'any 1902, l'Ajuntament va concedir permís per projectar-hi pel·lícules.
Per aquest motiu i també perquè en l'intent d'ampliar la nau per construir el pavelló dels bombers va fracassar, en esfondrar-se la teulada, va obligar a traslladar-ne les parades.
L'any 1932, s'hi va adossar un altre edifici igual destinat a serveis públics, el Parc de Bombers: aquest estava adossat a la muralla del Carme i en va ser l'arquitecte Josep Firmat i Serramalera.

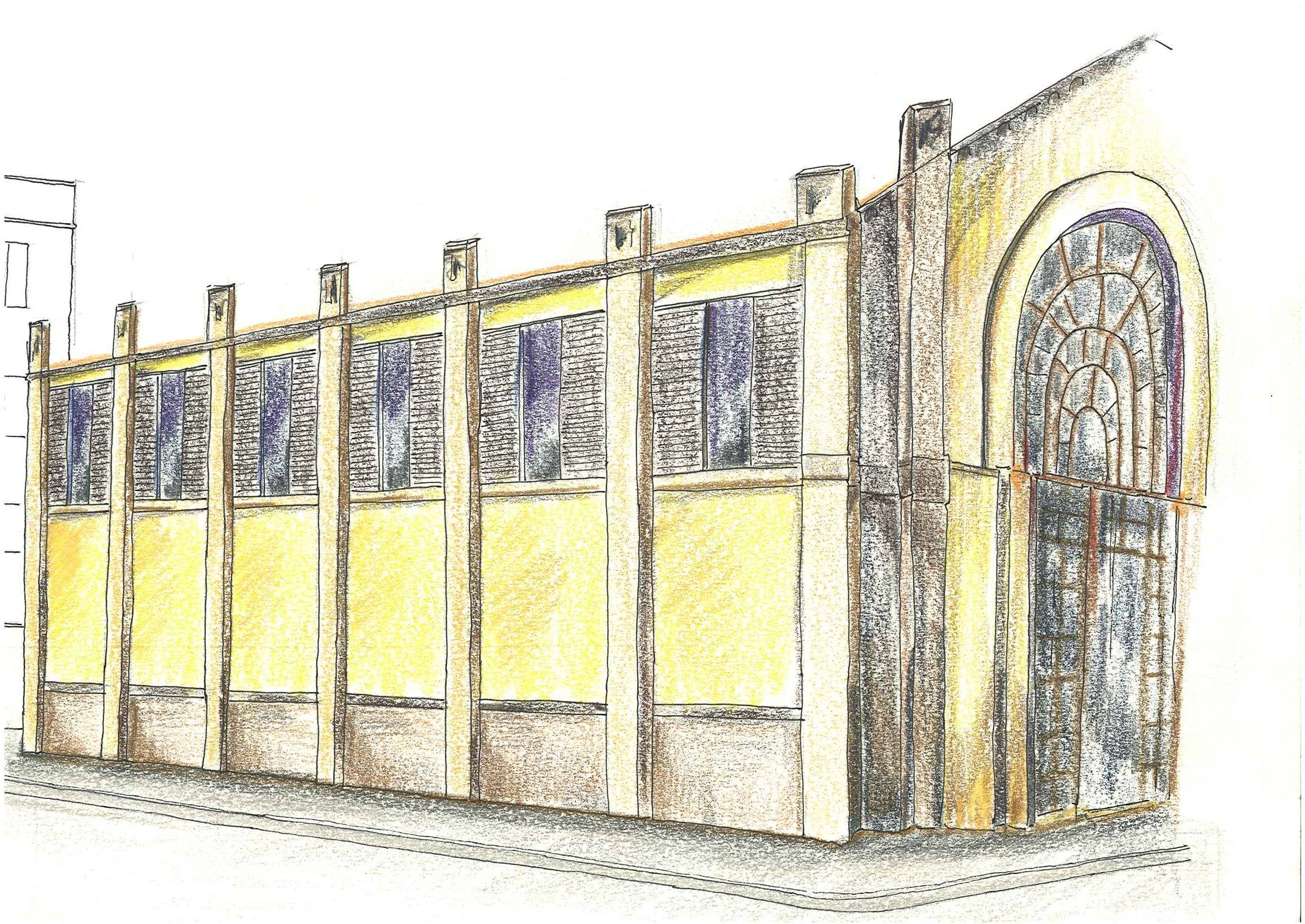
Vista de lateral de l'Antic Mercat de les Mandongueres.

A la dècada dels 80, després de diversos anys de lluita per part de paradistes i comerciants i treballadors del mercat, demanant un espai més higiènic i gran que pogués donar servei a la ciutat que creixia demogràficament, varen ser enderrocats els dos edificis (Mercat i Parc de Bombers) i va donar lloc a la construcció de la plaça Europa.

### Origen del Nom
Aquest mercat també se’l coneixia com a mercat dels Infants, per la seva ubicació, i també era anomenat  mercat de les mandongueres o Mocaderes ateses les activitats que s'hi portaven a terme, ja que una mocadera era la persona que en la matança del porc s'encarregava de preparar la moca o les entranyes i que feia les botifarres; i la paraula mandonguera fa referència a la senyora que s'encarregava de fer el mandongo, que són productes derivats de la matança del porc, com la llonganissa i les botifarres.

## El Mercat Puigmercadal
El Mercat Puigmercadal, va ser inaugurat el 29 de setembre de 1987 en un edifici de nova construcció a escassos metres de l'antic edifici del mercat de les mandongueres. El nou edifici donà cabuda a de paradistes i comerciants que comercialitzen una la gran diversitat de productes frescos, de qualitat i de proximitat i alhora sent un referent comercial i social per la ciutat.